# Alcides Lanza
Alcides Emigdio Lanza (* 2. Juni 1929 in Rosario, Santa Fe; † 17. Juli 2024) war ein argentinisch-kanadischer Komponist, Dirigent, Pianist und Musikpädagoge.

## Leben und Wirken
Lanza begann in Buenos Aires ein Architekturstudium, das er jedoch nicht abschloss. Daneben studierte er Klavier bei Ruwin Erlich, Dirigieren bei Roberto Kinsky und Komposition bei Julián Bautista und Alberto Ginastera. Von 1959 bis 1965 arbeitete er als Pianist und Korrepetitor, außerdem setzte er seine Ausbildung als Stipendiat am Instituto Torcuato di Tella in den Fächern Komposition und elektronische Musik fort.
Mit einem Guggenheim-Stipendium arbeitete er von 1965 bis 1971 am Columbia-Princeton Electronic Music Center mit Vladimir Ussachevski zusammen. Außerdem nahm er weiteren Kompositionsunterricht bei Olivier Messiaen, Riccardo Malipiero, Aaron Copland und Bruno Maderna und Klavierunterricht bei Yvonne Loriod. 1971 zog er nach Kanada. Dort unterrichtete er Komposition an der McGill University und übernahm 1974 die Leitung am dortigen Studio für elektronische Musik.
In Buenos Aires leitete Lanza die Agrupacion Música Viva. Um zeitgenössische und avantgardistische Musik bekannt zu machen, gründete er eine Gruppe aus Komponisten und Musikern, die multimediale Werke in den USA, Kanada und den USA aufführten. 1972/73 war er Composer in Residence beim Deutschen Akademischen Austauschdienst in Berlin und tourte in dieser Zeit durch Deutschland und Skandinavien.
1975 organisierte Lanza die Week of New Music in Montreal, bei der auch seine Komposition Penetrations VII mit seiner Frau, der Sängerin und Schauspielerin Meg Sheppard, aufgeführt wurde. Bei einer Tournee durch Argentinien und Brasilien spielte er 1986 mehr als fünfzig Werke kanadischer Komponisten. In einem fünfstündigen Recital spielte er 1987 Werke von siebenundzwanzig Komponisten. Aufgenommen hat er u. a. Kompositionen von Henry Cowell und Serge Perron.
2015 wurde Lanza in Spanien mit dem Tomás-Luis-de-Victoria-Preis ausgezeichnet.
Lanza starb am 17. Juli 2024 im Alter von 95 Jahren.

## Werke
- Three Songs für Sopran, Flöte, Klarinette, Bassklarinette, Posaune, Vibraphon, Perkussion und Klavier, 1963
- Cuarteto IV. für vier Hörner, 1964
- Exercise I für Tonband, 1965
- Plectros II für Tonband und Klavier, 1966
- Interferences I für zwei Holzbläsergruppen und elektronische Klänge, 1966
- Interferences II für Perkussionmsensemble und Tonband, 1967
- Strobo I für Kontrabass, Perkussionsinstrumente und Tonband, 1967
- Cuarteto V., Streichquartett, 1967
- Ekphonesis I für Streich- und/oder Tasteninstrument und Tonband, 1968
- Ekphonesis II für Stimme, Klavier und Tonband, 1968
- out of... für elektronische Klänge, 1969
- Ekphonesis III für Holzbläser, Keyboard, Streichinstrumente und Tonband, 1969
- Penetrations II für Holzbläser, Perkussion, Keyboard, Streiche, Simmen und Elektronik, 1969
- Penetrations III für acht Klangquellen, Rhythmboxen und Tonband, 1969
- Penetrations IV für elektronische Klänge, 1970
- Kron'ikelz für zwei Erzähler, Chor, Orchester und Tonband, 1970
- Plectros III für Klavier und elektronische Klänge, 1971
- Penetrations VII für Schauspielerin/Sängerin und Tonband, 1972
- Plectros IV für zwei Pianisten und Tonband, 1974
- Sensors I für Perkussion, 1976
- Acúfenos III für Flöte, Klavier und Tonband, 1977
- Eidesis IV für Holzbläserensemble und elektronische Klänge, 1977
- Ekphonesis V für Schauspielerin/Sängerin, elektronische Klänge und electronic extensions, 1979
- Acúfenos V für Trompete, Klavier und Tonband, 1980
- Sensors II für 16 oder mehr Posaunen, 1980
- Eidesis V. für Kammerorchester, 1981
- Modulos II für Gitarre und elektronische Klänge, 1982
- Sensors III für Orgel und Perkussion, 1982
- Modulos III für Gitarre, Kammerensemble und Tonband, 1983
- Eidesis VI. für Klavier und Streichorchester, 1983
- Sensors IV für Chor, elektronische Klänge und Compter, 1983
- Interferences III für Kammerensemble, elektrisches Klavier und Perkussion, 1983
- Interferences IV für drei Klarinetten, Kontrabass oder Cello und Perkussion, 1984
- Bour-drones für Kammerorchester, 1985
- Ektenes I für Columbine, Amaranth und optionales Tonband, 1985
- Sensors V für Perkussion, 1985
- Arghanum I für Akkordeon, Klarinetten, Vibraphon und digitalen Synthesizer, 1986
- Modulos IV für Gitarre, elektronische Klänge und Prozessor, 1986
- Sensors VI für Perkussion, 1986
- Arghanum II für Flöte, Kontrabass, Violine, Klarinette, Saxophon, Klavier, digitalen Synthesizer und Perkussion, 1987
- Arghanum III für digitale und analoge Klänge, 1987
- Arghanum IV für digitale und analoge Klänge, 1987
- Ektenes II für Oboe und Perkussion, 1987
- ...there is a way to sing it... für digitale und analoge Klänge, 1988
- Ekphonesis VI für Schauspielerin/Sängerin, elektronische Klänge und electronic extensions, 1988
- Guitar Concerto für elektrische Gitarre, Synthesizer und Orchester, 1988
- un mundo imaginario für Chor und Tonband, 1989
- Arghanum V für Akkordeon und Klavier und Tonband, 1990
- The freedom of silence für Stimme, Klavier und Tonband, 1990
- Son glosas, claro... für digitale Synthesizer und Tonband, 1991
- Vôo für Stimme und Tonband, 1992
- Piano concerto für MIDI-Piano und Kammerorchester, 1994
- in...visible für Chor und computergeneriertes Tonband, 1994
- Ektenes III für Klarinette, elektroakustische Musik und digitalen Signalprozessor, 1995
- ...the people sang... für Stimme und Tonband, 1996
- The big dipper für Akkordeon und Tonband, 1996
- Ontem für Stimme, Tonband, Tablas und digitalen Signalprozessor, 1999
- aXions für Stimme, Violine, Kontrabass und Tonband, 2002
- Expançao für Schauspielerin/Sängerin, digitalen Signalprozessor und Tonband, 2002
- Como rocas al sol... für Akkordeon und Tonband, 2002
- aXents für Instrumentalensemble und elektroakustische Klänge, 2003

## Lexikalischer Eintrag
- Linde Howe-Beck: Alcides Lanza. In:  Encyclopedia of Music in Canada. herausgegeben von The Canadian Encyclopedia (englisch, französisch).